# Eudioxys quadrispinosa
Eudioxys quadrispinosa är en biart som först beskrevs av Heinrich Friese 1899.  Eudioxys quadrispinosa ingår i släktet Eudioxys och familjen buksamlarbin. Inga underarter finns listade i Catalogue of Life.